# Divlje govedo
Divlje govedo (Bos taurus) u užem smislu je vrsta goveda koje je predak današnjeg domaćeg goveda. U širem smislu, naziv "divlje govedo" koristi se ponekad za sva goveda koja nisu domesticirana. 
Među najpoznatije podvrste divljeg goveda spadalo je pragovedo (Bos taurus primigenius), rasprostranjeno u Euroaziji, ali istrijebljeno još u 17. stoljeću. Njegovo ime ponekad se koristi kao sinonim za cijelu vrstu. Indijsko govedo zebu vodi porijeklo od jedne druge podvrste goveda, azijskog tura, (Bos taurus namadicus), koja se još prije oko 300.000 godina odvojila od bliskoistočnih i euroazijskih podvrsta. Prema mišljenju nekih stručnjaka, preci zebu goveda bi se mogli smatrati zasebnu vrstu, Bos indicus. Genetička istraživanja koja su provedena 1994. su dokazala, da domaća goveda ne potječu od jedne vrste predaka kao što se to do tada smatralo, nego da potječu od dvije različite linije. To bi značilo, da je divlje govedo dva puta domesticirano, nezavisno jedno od drugog, jednom u Indiji, i jednom u području Sredozemlja.
Često se sreće, da se divljem govedu daje znanstveno ime Bos primigenius, a domaćem govedu Bos taurus. No s obzirom na to da oba pripadaju jednoj te istoj vrsti, treba za jedne i druge koristiti stariji naziv, Bos taurus.

## Vanjske poveznice

### Ostali projekti
|  | Wikivrste imaju podatke o taksonu Divljem govedu |